# Evenki nyelv
Az evenki nyelv a mandzsu-tunguz nyelvek közé tartozó nyelv.
A nyelvet főleg Szibériában (Evenki járás, Szaha Köztársaság, Burját Köztársaság, Bajkálontúli határterület, Habarovszki határterület, Szahalin) beszélik. Kisebb csoportok élnek Északkelet-Kínában és Belső-Mongóliában. Oroszországban már az evenki nyelv háttérbe szorult az orosszal és a jakuttal szemben, átlag a lakosság 10% beszéli ma evenki anyanyelvét Oroszországban. Rengeteg nyelvjárása van. Ahhoz, hogy a távoli vagy közeli nyelvjárások képviselői kommunikálni tudjanak egymással evenkiül, a lokális többségi nyelvet ismerniük kell, Jakuktiában a helyi jakut , Burjátiában a helyi burját nyelvjárásokat stb., hiszen rendkívül magas az átvett elemek és struktúrák és kiejtési stratégiák átvétele.
Legközelebbi rokonai az even, a negidál és a szolon, ez utóbbit egyes források csak az evenki egy nyelvjárásának tekintik.
Az evenki nyelvre az utóbbi 5 évszázadban nemcsak a türk nyelvek gyakoroltak hatást, hanem minden szomszédos többségi nyelv, így a mongol (és a burját), az orosz, a kínai stb., a nyelv több szót átvett, török tekintetben főleg a jakut és a dolgan nyelvekből.
Az evenki nyelv egyik nyelvjárását sem beszélik ma Mongóliában. A hamnigán az egyik mongol nyelvnek tekinthető, de semmiképen sem evenkinek.